# على موجة حب
على موجة حب (بالكورية: 유열의 음악앨범)‏، هو فيلم دراما رومانسي كوري جنوبي صدر عام 2019، من إخراج جونغ جي وو وبطولة كيم غو أون وجونغ هاي-إن. عرض في كوريا الجنوبية في 28 أغسطس 2019، وعالميًا عبر نتفليكس في 5 نوفمبر 2019.

## الممثلون
- كيم غو أون في دور كيم مي سو[5]
- جونغ هاي إن في دور تشا هيون وو[5]
- كيم غوك هي في دور أون غا
- جونغ يو جين في دور هيون غو
- كوون أون سو في دور كوون أون سو
- بارك هاي جون في دور جونغ وو
- كيم هيون في دور كيم هيون سوك
- كيم داي جون بدور مالك وكالة عقارات
- شيم دال جي في دور غيوم يي ابنة إيون غا
- يو يول في دور خاص (ظهور خاص)

## الإنتاج
عملت كيم غو أون سابقًا مع المخرج جونغ جي وو في فيلمها الأول أونغيو في عام 2012. وسبق لـ كيم غو أون أن مثلت مع جونغ هاي إن في مسلسل العفريت. استغرق تصوير الفيلم ثلاثة أشهر من 1 سبتمبر إلى 14 ديسمبر 2018.

## الاستقبال
حقق الفيلم رقمًا قياسيًا في شباك التذاكر لفيلم رومانسي في يوم افتتاحه في 28 أغسطس 2019، حيث باع 173,562 تذكرة وتجاوز الرقم القياسي الذي كان يحمله سابقًا فيلم الفتى المستذئب..
 كان الفيلم أيضًا رقم واحد في شباك التذاكر في كوريا الجنوبية خلال الأسبوع الأول من سبتمبر 2019. في نوفمبر، عرض الفيلم في مهرجان لندن لشرق آسيا السينمائي، حيث فاز جونغ هاي إن بجائزة الشعبية.

## روابط خارجية
- على موجة حب على موقع IMDb (الإنجليزية)
- على موجة حب على موقع روتن توميتوز (الإنجليزية)
- على موجة حب على موقع نتفليكس (الإنجليزية)
- على موجة حب على موقع قاعدة بيانات الفيلم (الإنجليزية)
- على موجة حب على موقع ليتربوكسد (الإنجليزية)
- على موجة حب على موقع كينوبويسك (الروسية)